# 河津秋敏
河津 秋敏（かわづ あきとし、1962年11月5日 - ）は、日本のゲームクリエイター、ゲームプロデューサー。株式会社スクウェア・エニックス第一開発事業本部所属。

## 来歴
熊本県立熊本高等学校卒業、東京工業大学理学部在学中にソニーから内定通知を受け入社予定だったが、事情によりやむを得ず中退。のちの1986年、スクウェアのアルバイト採用試験に応募した際、前日に採用が締め切られていたことを告げられるも、結果として採用される。入社直後、マスターアップ間際の『ハイウェイスター』のデータ作成を手伝う。社員となり『ファイナルファンタジー』、『ファイナルファンタジーII』の開発に携わったのち、当時の社長宮本雅史から新発売の携帯ゲーム機ゲームボーイのソフト開発を任される。
宮本は当時爆発的な人気を誇っていた『テトリス』のような「落ちものゲー」の開発を望んでいたが、河津は石井浩一と同じく、「ユーザーはRPGを望んでいる」と考えた。そこであえてRPGを開発しようと試み、『魔界塔士 Sa・Ga』を世に送り出し、スクウェア初のミリオンヒットを飛ばす。以降『時空の覇者 Sa・Ga3 [完結編]』を除く全ての『サガ』シリーズの開発に関わり、『サガ』の生みの親として広く知られる。
2002年ゲームデザイナーズ・スタジオの代表に就任。前任天堂社長山内溥の私設ファンド「ファンドキュー」からの資金提供を受けゲームキューブとゲームボーイアドバンスの連動ソフト『ファイナルファンタジー・クリスタルクロニクル』を開発した。2004年6月よりスクウェア・エニックスの取締役に就任。引き続き第2開発事業部長を兼務していた。
元々は『FFIII』のリメイク企画に大々的に関わっていたが、2005年8月以降から、病気療養中の松野泰己に代わり、エグゼクティブプロデューサーとして『ファイナルファンタジーXII』の製作統括の任にピンチヒッターとして当たっていた。その後、ファイナルファンタジー・クリスタルクロニクルシリーズの製作指揮と『ファイナルファンタジーXII』の製作統括の任から引き続いてイヴァリースアライアンス作品の製作統括を行った。
2007年5月23日に取締役を退任、エグゼクティブ・プロデューサーとして、開発に専念する人事を発表した。

## 人物
高校時代はインベーダーゲームに熱中、大学の頃からRPGフリークであり、TRPGやボードのシミュレーションゲームをよく触れ込んでいた。当時はまだ日本語訳が出ていない頃で、ルールブックを翻訳しながら遊んでいたという。ゲームを製作する上で、当時愛読していた「剣と魔法」が登場するファンタジー小説の影響を受けていることはあると思う、とのことである。
自身のゲーム全般に深く関わるため、名目上のクレジットと実際に行なった仕事は必ずしも一致しない。例えば『サガ フロンティア2』などはプロデューサーという事になっているが、シナリオも一人でほとんど全てを書いており、開発中に全体の完成像を知っているのは河津だけだった。スタッフに先入観を持たせない彼の製作方針によるものだが、スケジュール的に負担が大きく、スタッフからの評判はあまり芳しくなかった。同じく『サガ・フロンティア』も主人公別にアイデアを出してもらった上で自分でシナリオを書いている。
『アンリミテッド:サガ』制作発表Flashなどで、シリーズ紹介から『時空の覇者 Sa・Ga3』が除外されていることがある。これは『Sa・Ga3』発売当時、『Sa・Ga2』が発売され『Sa・Ga3』も作る選択はあると考えていたが、スーパーファミコン発売当時の時期なので新たなサガシリーズを作る必要もあった状況で、『ロマサガ』と同時開発をすることになり、その際、社内から『ロマサガ』を担当するよう配属され、『Sa・Ga3』の開発に携われなかったことで、「河津の手がけた作品」というコンセプトのシリーズ紹介に入れることができなかったため。後にリメイク作品である『サガ3時空の覇者 Shadow or Light』ではシリーズディレクターとして制作に関っている。

## 主な関連作品
- ファイナルファンタジーシリーズ
  - ファイナルファンタジー（1987年、ゲームデザイン・シナリオ）
  - ファイナルファンタジーII（1988年、ゲームデザイン・シナリオ）
  - FF：U 〜ファイナルファンタジー:アンリミテッド〜[注 1]（2001年、ベースコンセプトプランニング）
  - ファイナルファンタジー・クリスタルクロニクル（2003年、プロデューサー）
  - ファイナルファンタジーXII（2006年、エグゼクティブプロデューサー）
  - ファイナルファンタジーXII レヴァナント・ウイング（2007年、エグゼクティブプロデューサー）
  - ファイナルファンタジータクティクス 獅子戦争（2007年、エグゼクティブプロデューサー）
  - ファイナルファンタジー・クリスタルクロニクル リング・オブ・フェイト（2007年、エグゼクティブプロデューサー）
  - ファイナルファンタジータクティクス A2 封穴のグリモア（2007年、エグゼクティブプロデューサー）
  - 小さな王様と約束の国 ファイナルファンタジー・クリスタルクロニクル（2008年、エグゼクティブプロデューサー）
  - ファイナルファンタジー・クリスタルクロニクル エコーズ・オブ・タイム（2009年、エグゼクティブプロデューサー）
  - 光と闇の姫君と世界征服の塔 ファイナルファンタジー・クリスタルクロニクル（2009年、エグゼクティブプロデューサー）
  - ファイナルファンタジー・クリスタルクロニクル クリスタルベアラー（2009年、プロデューサー・シナリオ）
- サガシリーズ
  - 魔界塔士 Sa・Ga（1989年、ディレクター・シナリオ）
  - Sa・Ga2 秘宝伝説（1990年、ディレクター・シナリオ）
  - ロマンシング サ・ガ（1992年、ディレクター・シナリオ・システムデザイン・バトルデザイン）
  - ロマンシング サ・ガ2（1993年、ディレクター・ゲームデザイン・シナリオ）
  - ロマンシング サ・ガ3（1995年、ディレクター・ゲームデザイン・シナリオ）
  - サガ フロンティア（1997年、ディレクター・シナリオ）
  - サガ フロンティア2（1999年、プロデューサー・シナリオ）
  - アンリミテッド:サガ（2002年、製作総指揮）
  - ロマンシング サガ -ミンストレルソング-（2005年、製作総指揮）
  - サガ2秘宝伝説 GODDESS OF DESTINY（2009年、エグゼクティブプロデューサー・総監修）
  - サガ3時空の覇者 Shadow or Light（2011年、シリーズディレクター）
  - エンペラーズ サガ（2012年、監修・シナリオ）
  - インペリアル サガ（2015年、エグゼクティブプロデューサー）
  - サガ スカーレット グレイス（2016年、ゲームデザイン・シナリオ）
  - サガ スカーレット グレイス 緋色の野望（2018年、ゲームデザイン・シナリオ・主題歌『砕かれし星』作詞[12] ）
  - ロマンシング サガ リ・ユニバース（2018年、プロデューサー）
  - インペリアル サガ エクリプス（2019年、エグゼクティブプロデューサー）
  - サガ エメラルド ビヨンド（2024年、ディレクター・シナリオ[13]）
- レーシングラグーン（1999年、プロデューサー）
- 聖剣伝説 LEGEND OF MANA（1999年、プロデューサー）
- はたらくチョコボ（2000年、プロデューサー）
- バウンサー（2000年、脚色）
- ワイルドカード（2001年、ディレクター・ゲームデザイン）
- ブルーウィングブリッツ（2001年、プロデューサー）
- コード・エイジ コマンダーズ（2005年、エグゼクティブプロデューサー）
- ラスト レムナント（2008年、エグゼクティブプロデューサー）